# Idalus dares
Idalus dares är en fjärilsart som beskrevs av Druce 1894. Idalus dares ingår i släktet Idalus och familjen björnspinnare. Inga underarter finns listade i Catalogue of Life.